# Demagogia
Demagogia (del griego δῆμος -dēmos-, 'pueblo' y ἄγω -ago-, 'dirigir') es una estrategia utilizada para conseguir el poder político que consiste en apelar a prejuicios, emociones, miedos y esperanzas del público para ganar apoyo popular, frecuentemente mediante el uso de la retórica, la desinformación, la agnotología y la propaganda política. Se considera una degradación de la democracia.

## Historia
En la historia de las doctrinas políticas se considera que fue Aristóteles quien individualizó y definió por primera vez la demagogia, definiéndola como la «forma corrupta o degenerada de la Democracia» que lleva a la institución de un gobierno tiránico de las clases inferiores o, más a menudo, de muchos o de unos que gobiernan en nombre del pueblo.
En los regímenes populares donde la ley se subordina a la voluntad de las mayorías, Aristóteles identifica la emergencia de demagogos que, mediante la adulación, orientan la política en función de las emociones colectivas. Así, los define como «aduladores del pueblo», ya que priorizan el sentimiento popular sobre el orden normativo.
La demagogia según Platón y Aristóteles, puede producir (como crisis extrema de la República), la instauración de un régimen autoritario oligárquico o tiránico, que más frecuentemente nace de la práctica demagógica que ha eliminado así a toda oposición. En estas condiciones, los demagogos, arrogándose el derecho de interpretar los intereses de las masas como intérpretes de toda la nación, confiscan todo el poder y la representación del pueblo e instauran una tiranía o dictadura personal. En sentido contrario y paradójicamente, muy habitualmente, las dictaduras se han instalado sosteniendo que lo hacían para terminar con la demagogia.
Aristóteles escribe que cuando un gobierno persigue el interés general de su población es virtuoso, pero si persigue el de un solo individuo o unos cuantos: se desvirtúa. Aristóteles define a la demagogia como la corrupción de la república. En este sentido una República debe velar por el interés de todos incluyendo pobres y ricos, por lo que la demagogia como el predominio del interés de los pobres con exclusión de los ricos constituye una aberración.
También se considera como demagogia a la oratoria que permite atraer hacia los intereses propios las decisiones de los demás utilizando falacias o argumentos aparentemente válidos que, sin embargo, tras un análisis de las circunstancias, pueden resultar inválidos o simplistas.

## Características
La demagogia es frecuentemente asociada con el favorecimiento y la estimulación de las ambiciones y sentimientos de la población, tal como se presentan espontáneamente. Las promesas que suelen realizar los políticos durante las campañas electorales son habitualmente criticadas como demagógicas cuando aparecen como irrealizables. Las Democracias modernas han sido reiteradamente cuestionadas atribuyéndoles la condición de sistemas demagógicos debido a la utilización intensiva de técnicas publicitarias características del marketing, a la personalización de las candidaturas, la manipulación de los medios de comunicación de masas postergando el análisis político escrito, y el recurso sistemático a polarizaciones absolutas (bien-mal, desarrollo-atraso, honestidad-corrupción), o conceptos imprecisos ("la alegría", "la seguridad", "la justicia", "la paz"). 
Es habitual que las dictaduras recurran a la consideración de las Repúblicas derrocadas como demagogias para justificar los golpes de estado y la imposición de sistemas no democráticos.
Quienes cometen actos de demagogia son denominados demagogos. Para ello suelen contar con equipos de profesionales que aprovechan particulares situaciones histórico-políticas excepcionales, dirigiéndolas para fines propios, para ganar el apoyo de la población, mediante mecanismos publicitarios, dramáticos y psicológicos.
La demagogia puede ser utilizada también para enfrentar poderes legítimamente constituidos, haciendo valer sus propias demandas inmediatas e incontroladas. En este caso el historiador griego  Polibio hablaba más propiamente de oclocracia (gobierno de la muchedumbre) como desvirtuación de la democracia (gobierno del pueblo). En este sentido, pensadores como Michael Hardt o Antonio Negri consideran que el gobierno del pueblo es el único sistema democrático real, y cuestionan como demagógicas a las Repúblicas occidentales modernas basadas en la utilización intensiva de los medios de comunicación de masas y la realización de elecciones fuertemente influidas por la demagogia, la falta de educación y la mercadotecnia.
El demagogo no necesariamente conduce a las masas a la revolución sino que las instrumentaliza para sus propios fines personales, para proceder, una vez obtenida una amplia aprobación, no ya a un proceso de democratización o de trasformación del sistema sociopolítico, sino a la instauración de un régimen autoritario, del que el demagogo sea el indiscutido y despótico jefe, o al acuerdo con las autoridades y las instituciones existentes con tal que éstas le reconozcan una función indiscutible. De esta manera los mecanismos represivos acentúan, en lugar de disminuir, las características autoritarias del gobierno y de la sociedad, e impiden la toma de conciencia por parte de las masas.

## Formas de demagogia
- Falacias:

Argumentos que equivocan las relaciones lógicas entre elementos, o bien adoptan premisas evidentemente inaceptables. Para mayores detalles, ver falacia. Entre ellas se encuentran la falacia de causa falsa, la petición de principio, el argumento ad verecundiam, el argumento ad hominem, y la apelación a una autoridad irrelevante para el caso citado.
- Manipulación del significado:

Las palabras, además de un sentido denotativo, tienen un sentido connotativo implícito, aportado por el contexto y conocimientos compartidos de los interlocutores, que añade ideas y opiniones, muchas veces de forma menos consciente que en su sentido denotativo. En la elección de las palabras, un discurso denotativamente neutro, puede connotar (ver connotación) significados adicionales, dependientes de su contexto y su relación con la opinión de la audiencia, o los oyentes del discurso (ver interpretación, pragmática, significado). De esta manera, los contenidos implicados son difíciles de refutar. 
- Omisiones:

Se presenta información incompleta, excluyendo posibles problemas, objeciones, dificultades, lo que resulta en la presentación de una realidad falseada, sin incurrir directamente en la mentira. En el lenguaje coloquial es comúnmente referida como verdad a medias.
- Redefinición del lenguaje:

Mediante la eliminación progresiva o eliminación de las palabras que menoscaban su posición, intentar modificar o hacer desaparecer la forma de pensar que se opone a sus argumentos. Numerosos ejemplos de esto pueden verse en la literatura (la novela 1984 de George Orwell; El Cuento de la Criada de Margaret Atwood), pero también en la realidad y particularmente en la política.
- Tácticas de despiste:

Consiste en desviar la discusión desde un punto delicado para el demagogo hacia algún tema que domine o donde presente alguna ventaja con respecto a su oponente o contrincante. No se responde directamente a las preguntas ni a los desafíos.
- Estadística fuera de contexto:

Consiste en utilizar datos numéricos para apoyar una hipótesis o afirmación, pero que estando fuera de contexto no reflejan la realidad. Aquí también se cuenta el uso tendencioso de estadísticas, también conocido como demagogia numérica. 
- Demonización:

Esta aproximación consiste en asociar una idea o grupo de personas con valores negativos, hasta que esa idea o grupo de personas sean vistos negativamente. 
- Falso dilema:

También conocida como falsa dicotomía, hace referencia a una situación donde dos puntos de vista alternativos son presentados como las únicas opciones posibles. Como ejemplo tenemos el típico: "Estás conmigo o estás contra mí". Supone una definición simplista de la realidad y de esa forma se consigue evitar la toma en consideración de las demás posibilidades.